# Atletica leggera ai Giochi della XVII Olimpiade - Staffetta 4×100 metri maschile

Video della Finale (immagini a colori; commento in inglese)

La competizione della staffetta 4×100 metri maschile di atletica leggera ai Giochi della XVII Olimpiade si è disputata nei giorni 7 e 8 settembre 1960 allo Stadio Olimpico di Roma.

## Risultati
La Germania stabilisce il nuovo record del mondo in batteria: 39"5.

In finale vincono gli Stati Uniti al ritmo di record del mondo, ma sono squalificati per invasione di corsia. Il titolo va alla seconda classificata, proprio la Germania, che eguaglia il proprio limite mondiale.

L'Italia è giù dal podio per un misero centesimo di secondo. La nazionale azzurra ripete il quarto posto di Melbourne 1956.

### Turni eliminatori
| 4 Batterie   | 7 settembre | 19 squadre | Si qualificano le prime 3. |
| 2 Semifinali | 8 settembre | 6 + 6      | Si qualificano le prime 3. |
| Finale       | 8 settembre | 6 squadre  |                            |

### Batterie
| Pos. | Nazione          | Atleti                                                                     | Tempo Ufficiale | Tempo Ufficioso |
| ---- | ---------------- | -------------------------------------------------------------------------- | --------------- | --------------- |
| 1    | Gran Bretagna    | Peter Radford, David Jones David Segal, Nick Whitehead                     | 40"1            | 40"27           |
| 2    | Unione Sovietica | Gusman Kosanov, Leonid Bartenev Jurij Konovalov, Ėdvin Ozolin              | 40"2            | 40"39           |
| 3    | Svizzera         | Peter Laeng, Heinz Müller Werner Schaufelberger, Sebald Schnellmann        | 40"8            | 40"92           |
| 4    | Iraq             | Jassim Karim Kuraishi, Khudhir Zalata Fahmi Falih, Mahmoud Ghanim          | 41"7            | 41"87           |
| 5    | Thailandia       | Boonsong Arjtaweekul, Prajim Wongsuwan Paiboon Vacharapan, Suthi Manyakass | 42"0            | 42"19           |

| Pos. | Nazione   | Atleti                                                                | Tempo Ufficiale | Tempo Ufficioso |
| ---- | --------- | --------------------------------------------------------------------- | --------------- | --------------- |
| 1    | Italia    | Armando Sardi, Pier Giorgio Cazzola Salvatore Giannone, Livio Berruti | 40"0            | 40"16           |
| 2    | Nigeria   | James Stephen Omagbemi, Abdul Karim Amu Smart Akraka, Adebayo Oladapo | 40"1            | 40"25           |
| 3    | Venezuela | Clive Bonas, Lloyd Murad Emilio Romero, Rafael Romero                 | 41"0            | 41"11           |
| 4    | Filippine | Remegio Vista, Isaac Gómez Enrique Bautista, Rogelio Onofre           | 41"4            | 41"55           |
| DQ   | Uganda    | Aggrey Awori, Gadi Ado Samuel Amukun, Jean Baptiste Okello            | -               | 41"90           |

| Pos. | Nazione  | Atleti                                                                          | Tempo Ufficiale | Tempo Ufficioso |
| ---- | -------- | ------------------------------------------------------------------------------- | --------------- | --------------- |
| 1    | Germania | Bernd Cullmann, Armin Hary Walter Mahlendorf, Martin Lauer                      | 39"5            | 39"61           |
| 2    | Grecia   | Ioannis Komitoudis, Konstantinos Lolos Leonidas Kormalis, Nikolaos Georgopoulos | 41"6            | 41"81           |
| 3    | Pakistan | Abdul Malik, Muhammad Ramzan Ali Ghulam Raziq, Abdul Khaliq                     | 42"5            | 42"67           |
| DQ   | Polonia  | Marian Foik, Jan Jarzembowski Józef Szmidt, Jerzy Juskowiak                     | -               | 40"73           |

| Pos. | Nazione     | Atleti                                                                | Tempo Ufficiale | Tempo Ufficioso |
| ---- | ----------- | --------------------------------------------------------------------- | --------------- | --------------- |
| 1    | Stati Uniti | Francis Budd, Ray Norton Stone Johnson, David Sime                    | 39"7            | 39"87           |
| 2    | Canada      | Franklin Lynn Eves, George Short Terry Tobacco, Siegmar Ohlemann      | 42"1            | 42"27           |
| 3    | Giappone    | Keiji Ogushi, Kimitada Hayase Takayuki Okazaki, Hiroshi Shibata       | 42"4            | 42"60           |
| 4    | Afghanistan | Abdul Ghafar Ghafoori, Abdul Hadi Shekaib Habib Sayed, Ali Ahmed Zaid | 44"4            | 44"53           |
| DQ   | Francia     | Paul Genevay, Jocelyn Delecour Abdoulaye Sèye, Claude Piquemal        | -               | 40"45           |

### Semifinali
| Pos. | Nazione       | Atleti                                                                | Tempo Ufficiale | Tempo Ufficioso |
| ---- | ------------- | --------------------------------------------------------------------- | --------------- | --------------- |
| 1    | Germania      | Bernd Cullmann, Armin Hary Walter Mahlendorf, Martin Lauer            | 39"7            | 39"88           |
| 2    | Venezuela     | Clive Bonas, Lloyd Murad Emilio Romero, Rafael Romero                 | 40"3            | 40"49           |
| 3    | Gran Bretagna | Peter Radford, David Jones David Segal, Nick Whitehead                | 40"5            | 40"63           |
| 4    | Canada        | Franklin Lynn Eves, George Short Terry Tobacco, Siegmar Ohlemann      | 41"1            | 41"27           |
| 5    | Giappone      | Keiji Ogushi, Kimitada Hayase Takayuki Okazaki, Hiroshi Shibata       | 42"2            | 42"39           |
| DQ   | Nigeria       | James Stephen Omagbemi, Abdul Karim Amu Smart Akraka, Adebayo Oladapo | 40"2            | 40"33           |

| Pos. | Nazione          | Atleti                                                                          | Tempo Ufficiale | Tempo Ufficioso |
| ---- | ---------------- | ------------------------------------------------------------------------------- | --------------- | --------------- |
| 1    | Stati Uniti      | Francis Budd, Ray Norton Stone Johnson, David Sime                              | 39"7            | 39"67           |
| 2    | Italia           | Armando Sardi, Pier Giorgio Cazzola Salvatore Giannone, Livio Berruti           | 40"2            | 40"29           |
| 3    | Unione Sovietica | Gusman Kosanov, Leonid Bartenev Jurij Konovalov, Ėdvin Ozolin                   | 40"2            | 40"30           |
| 4    | Svizzera         | Peter Laeng, Heinz Müller Werner Schaufelberger, Sebald Schnellmann             | 40"9            | 41"06           |
| 5    | Grecia           | Ioannis Komitoudis, Konstantinos Lolos Leonidas Kormalis, Nikolaos Georgopoulos | 41"7            | 41"90           |
| 6    | Pakistan         | Abdul Malik, Muhammad Ramzan Ali Ghulam Raziq, Abdul Khaliq                     | 42"8            | 42"99           |

### Finale
| Pos.    | Nazione          | Atleti                                                                | Tempo Ufficiale | Tempo Ufficioso |
| ------- | ---------------- | --------------------------------------------------------------------- | --------------- | --------------- |
| Oro     | Germania         | Bernd Cullmann, Armin Hary Walter Mahlendorf, Martin Lauer            | 39"5            | 39"66           |
| Argento | Unione Sovietica | Gusman Kosanov, Leonid Bartenev Jurij Konovalov, Ėdvin Ozolin         | 40"1            | 40"24           |
| Bronzo  | Gran Bretagna    | Peter Radford, David Jones David Segal, Nick Whitehead                | 40"2            | 40"32           |
| 4       | Italia           | Armando Sardi, Pier Giorgio Cazzola Salvatore Giannone, Livio Berruti | 40"2            | 40"33           |
| 5       | Venezuela        | Clive Bonas, Lloyd Murad Emilio Romero, Rafael Romero                 | 40"7            | 40"83           |
| DQ      | Stati Uniti      | Francis Budd, Ray Norton Stone Johnson, David Sime                    | 39"4            | 39"60           |